# Kuriakose Elias Chavara
Kuriakose Elias Chavara, in religione Ciriaco della Sacra Famiglia (Kainakari, 8 febbraio 1805 – Koonammavu, 3 gennaio 1871), è stato un sacerdote siro-malabarese indiano, fondatore delle congregazioni dei Carmelitani della Beata Vergine Maria Immacolata e delle Suore della Madre del Carmelo; beatificato nel 1986, è stato proclamato santo da papa Francesco nel 2014.

## Biografia
Nacque l'8 febbraio 1805 a Kainakari, in India, da genitori siro-malabaresi. Al Battesimo ricevette il nome di Kuriakose (Ciriaco).
Venne ordinato sacerdote nel novembre del 1829 e, due anni dopo, fondò con padre Palackal e padre Tommaso Porukara l'ordine dei Carmelitani della Beata Vergine Maria Immacolata. Deceduti i cofondatori divenne il Priore dell'ordine.
Nel 1866 fondò a Konammavu un convento femminile, dedito a insegnare le virtù cristiane e alcuni lavori professionali. In India scrisse diversi componimenti poetici in prosa e in rima, pubblicati dopo la sua morte. Egli fondò i primi istituti religiosi in India. Morì a causa di una malattia dopo aver passato la sua vita in aiuto del prossimo il 3 gennaio 1871 a Koonammavu, in India. Fu inumato nella chiesa di Santa Filomena a Koonammavu. Tuttora le sue reliquie sono oggetto di venerazione.

## La Causa di Beatificazione e la Canonizzazione
Il processo iniziò nel 1957. Il 7 aprile 1971 venne dichiarato Venerabile e l'8 gennaio 1986 venne Beatificato da papa Giovanni Paolo II insieme ad Alfonsa dell'Immacolata Concezione.
Il 23 novembre 2014 papa Francesco lo ha proclamato santo.
Il Martirologio pone la sua memoria liturgica al giorno 3 gennaio.

## Il sogno dell'uguaglianza
Da sacerdote aveva sempre desiderato che le donne fossero, in campo culturale ed educativo, ad un livello pari agli uomini. Infatti non disdegnò, nel 1868, di andare di casa in casa a convincere i genitori a mandare le loro figlie a scuola.